# 默和
默和，是中國清朝葉子戲一種玩法，是麻將的先聲。

## 牌具
萬、索、錢三門花色、一到九的序數牌，加上紅萬、枝花、空堂。每種兩張，共六十張牌。其中紅萬、枝花、空堂、一萬、一索、一錢稱為么頭，其餘稱散牌。

## 牌規
五位玩家遊戲，一位專門發牌，稱為矗角，四位各發十張。剩餘二十張分五輪補發。每補一張牌，玩家就需棄一張，仰上疊放在棄牌堆。勝利像麻將，組成三面子為胡牌。面子為一對子加么頭；或兩么頭加一散牌；或四張同門相連牌。如果牌發完無人胡牌，矗角將棄牌洗混重新發牌，繼續遊戲，直到有人胡牌。其餘規則不詳。
默和演變成碰和。